# 珠江钢琴
廣州珠江鋼琴集團股份有限公司，簡稱廣州珠江鋼琴集團股份、廣州珠江鋼琴集團、廣州珠江鋼琴，以及珠江鋼琴（英語：Guangzhou Pearl River Piano Group Co.,Ltd，深交所：002678），於1956年由廣州市政府設立當時名為「广州市珠江钢琴工业公司」，以及「广州珠江钢琴集团有限公司」，而主要股東為广州数字科技集团有限公司，屬於一个生产钢琴及其他乐器的厂商。
主要生產及銷售各種類型鋼琴產品，旗下品牌包括「愷撤堡」、「珠江」、「里特米勒」以及「京珠」，董事長為李建宁，總部原位於广州市荔湾区中南街道渔尾西路8号，2018年11月，根据广州市人民政府工作安排，结合“退二进三”的城市发展要求，该公司整体搬迁至广州市增城区永宁街道香山大道38号，旧址变成“珠江钢琴创梦园”（广州市荔湾区中南街道政务服务中心的所在地）。现时，“珠江钢琴创梦园”已成为荔湾非物质文化遗产集聚区的所在地。
招股價為13.5元人民幣，發行新股為4,800 万股，集資額為6.48億元人民幣，股份則在2012年5月30日於深交所中小板上市。

## 产品

### 钢琴
珠江系列；凯撒堡系列

### 吉他
在中华人民共和国地区主要以红棉为品牌生产吉他。在美国则为First Act贴牌生产各种吉他，一般在塔吉特（Target）这种连锁超市销售，而不是在更有档次的乐器商店销售。

## 荣誉
珠江钢琴为中国最大的钢琴生产厂家。并被称为拥有全世界最大的钢琴厂。

## 連結
- pearlriverpiano.com （页面存档备份，存于）